# Christoffer Haagh
Christoffer Peter Haagh født den 17. februar 1987 i Thisted, er en dansk futsalmålmand, som spiller for JB Futsal Gentofte.

## Klub
Haagh spillede i en årrække på Frederikssund IK’s bedste mandskab i fodbold, hvor de på det tidspunkt var oppe og vende i 2. division.

### Futsal
Som futsalspiller spiller han i øjeblikket for den sjællandske klub Jægersborg Boldklub. Han har tideligere har haft en professionel futsal karriere i Sydeuropa, først i den spanske klub Xaloc Alacant og derefter i den italienske klub Catanzaro Calcio.

## Landshold

### Futsallandsholdet
Siden 2012 har Haagh spillet på Danmarks futsallandshold. hvor han gennem flere år har været fast inventar. 

### A-landsholdet
Den 4. september 2018 blev Haagh af DBU udtaget til Danmarks midlertidige herrelandshold op til en testkamp mod Slovakiet den 5. september. Landsholdet blev primært sammensat af spillere fra 2. division og Danmarksserien som følge af en igangværende konflikt mellem Spillerforeningen og DBU. 